# انزم
انزم (به فرانسوی: Anzême) یک کمون در فرانسه است که در کروز واقع شده‌است. انزم ۲۹٫۵۰ کیلومتر مربع مساحت دارد ۳۲۵ متر بالاتر از سطح دریا واقع شده‌است.